# AeroSag repülőtér
Az AeroSag repülőtér Vas vármegye területén, az alig 300 főt számláló Tokorcs község és keleti szomszédja, Kemenesmihályfa határvidékén fekszik; létesítményei túlnyomórészt ez utóbbi település közigazgatási határai közt helyezkednek el, a 834-es főút és a 8453-as út által közrefogott területen.
Mindössze 120 kilométerre Bécstől, a nyugati határhoz közel népszerű célpont a nyugati pilóták számára is. A Ság-hegy környékén gyógyfürdők, kiránduló-útvonalak, szállodák várják a turistákat, így a repülőtér ezek vonzó hatását használja ki. A légikikötő létesítése jelentősen növelte a környék turisztikai vonzerejét.
Gyakorta rendeznek repülőnapokat, emellett lehetőség van sétarepülésre, vitorlázórepülő-, illetve sárkányrepülő-oktatásra is.

## További adatok
- Csak nappali VFR repülés folytatható
- Magasság: 137 méter (449 láb)[1]
- Hívójel: Tokorcs repülőtér (Unicom)
- Frekvencia: 131,1 MHz